# Hoczew (gmina)
Hoczew – dawna gmina wiejska istniejąca w latach 1934–1954 w woj. lwowskim i rzeszowskim (dzisiejsze woj. podkarpackie). Za II RP siedzibą gminy była Hoczew, a po wojnie Lesko (odrębna gmina miejska, a także siedziba gmin Lesko, Wołkowyja i Wola Michowa).

## Historia

### 1934–1939
Gminę zbiorową Wołkowyja utworzono 1 sierpnia 1934 roku w województwie lwowskim, w powiecie leskim, z dotychczasowych jednostkowych gmin wiejskich: Bachlowa, Bereska, Dziurdziów, Hoczew, Nowosiółki, Średnia Wieś, Weremień, Zahoczewie, Żerdenka, Żernica Niżna i Żernica Wyżna. Gminy te przekształcono 17 września 1934 w 11 gromad (sołectw) gminy Hoczew.

### 1939–1944
Po wybuchu II wojny światowej i agresji ZSRR na Polskę granica niemiecko-sowiecka przedzieliła gminę wzdłuż Sanu. Zasadnicza część gminy Hoczew została zajęta przez Niemców, wchodząc w skład Landkreis Sanok dystryktu krakowskiego Generalnego Gubernatorstwa. Jedynie prawobrzeżne części gromad Bachlowa (około połowa, bez siedziby) i Średnia Wieś (około jedna czwarta powierzchni, bez siedziby) – zostały włączone do ZSRR i utworzonego tam rejonu ustrzyckiego (zintegrowano je z Uhercami Mineralnymi). Do gminy Hoczew włączono natomiast z włączonej do ZSRR gminy Olszanica jej lewobrzeżne części: całą gromadę Bereźnica Niżna oraz fragmenty gromad Myczkowce (bez siedziby) i Zwierzyń (z siedzibą w zakolu Sanu). Fragmenty te utworzyły gromadę Zwierzyń o nowych granicach w gminie Hoczew.
Wraz z wybuchem wojny niemiecko-radzieckiej 22 czerwca 1941, na mocy dekretu Adolfa Hitlera z 1 sierpnia 1941, północne połacie przedwojennej gminy Hoczew weszły w skład Generalnego Gubernatorstwa, gdzie zostały połączone 15 listopada 1941 z gminą Hoczew w dystrykcie krakowskim w Landkreis Sanok. Po zmianie tej, gmina Hoczew została zrekonfigurowana w jej oryginalnych granicach sprzed 1939. Liczba mieszkańców gminy w 1943 roku wynosiła 7190: 237 w Bachlowej, 952 w Beresce, 536 w Dziurdziowie, 860 w Hoczwi, 648 w Nowosiółkach, 1226 w Średniej Wsi, 444 w Weremieniu, 710 w Zahoczewiu, 211 w Żerdence, 424 w Żernicy Niżnej i 942 w Żernicy Wyżnej.
Latem 1944, po zajęciu terenów na wschód od Sanu przez Armię Czerwoną, podział obszaru zniesionej gminy Hoczew na Sanie zamanifestował się identycznie co w latach 1940–41. Główny obszar gminy Hoczew wraz z gromadą Bereźnica Niżna oraz ze zmodyfikowaną (tak jak w latach 1939–1949) gromadą Zwierzyń powróciły do Polski i powiatu leskiego.

### 1945–1954
W marcu 1945 wyznaczono ostatecznie granicę państwową z ZSRR, w wyniku czego do Polski i powiatu leskiego przeszedł rejon Olszanicy. Do reaktywowanej na tym obszarze gminy Olszanica włączono z powrotem gromady Bereźnica Niżna i Zwierzyń, która przejściowo znajdowały się w gminie Hoczew.
18 sierpnia 1945 gmina Hoczew weszła w skład nowego województwa rzeszowskiego.
Wykaz gromad z 2 listopada 1948 wymienia już ponownie przedwojenny skład gminy Hoczew o liczbie 11 jedenastu gromad. Ten sam skład powtórzono w spisie z 1 lipca 1952: Bachlowa, Bereska, Dziurdziów, Hoczew, Nowosiółki, Średnia Wieś, Weremień, Zahoczewie, Żerdenka, Żernica Niżna i Żernica Wyżna.
Gmina została zniesiona 29 września 1954 roku wraz z reformą wprowadzającą gromady w miejsce gmin. Równocześnie od Żernicy Niżnej odłączono przysiółek Podgranicze a od Żernicy Wyżnej przysiółek Podgłębokie, włączając je do nowej gromady Baligród.
Gminy Hoczew nie przywrócono 1 stycznia 1973 roku po reaktywowaniu gmin, a jej dawny obszar został podzielony między gminy:
- Baligród – Nowosiółki, Zahoczewie, Żerdenka, Żernica Niżna i Żernica Wyżna;
- Lesko – Bachlowa, Dziurdziów, Hoczew, Średnia Wieś i Weremień;
- Wołkowyja – Berezka.